# کروشنا (استان اوپوله)
کروشنا (به لهستانی: Kruszyna) یک منطقهٔ مسکونی در لهستان است که در گمینا سکاربیمیژ واقع شده‌است.